# Deuxième bataille de Gaza
Pour les articles homonymes, voir Siège ou bataille de Gaza.
Première Guerre mondiale
Batailles
Front du Moyen-Orient
- Afrique du Nord
- Caucase
- Perse
- Dardanelles
- Mésopotamie
- Sinaï et Palestine
- Arménie
- Ctésiphon (11-1915)
- Kut-el-Amara (12-1915)
- Romani (8-1916)
- Magdhaba (12-1916)
- Révolte arabe
- Rafa (1-1917)
- Bagdad (3-1917)
- 1re Gaza (3-1917)
- 2e Gaza (4-1917)
- Aqaba (7-1917)
- Beer-Sheva (10-1917)
- 3e Gaza (11-1917)
- Jérusalem (12-1917)
- Megiddo (9-1918)
- Damas (9-1918)
- Alep (10-1918)

Front d'Europe de l’Ouest
Front italien
Front d'Europe de l'Est
Front des Balkans
Front africain
Bataille de l'Atlantique
La deuxième bataille de Gaza est une bataille de la campagne du Sinaï et de la Palestine, durant la Première Guerre mondiale. Elle a eu lieu le 19 avril 1917 et se solde par une victoire ottomane.

## Contexte historique
En 1914, l'Europe est divisée entre deux systèmes d'alliances : la Triplice et l'Entente. Dès 1906, la prévision d'une guerre au cours de laquelle les troupes germanoturques prendraient l'Égypte en traversant le canal de Suez et provoqueraient une révolte de l'Afrique musulmane déstabilisant ainsi les colonies de l'Entente poussent les Britanniques à élaborer un plan pour intimider les Orientaux et les forcer à signer une paix séparée. 
Ce plan prévoyait une action offensive à la fois navale et terrestre pour prendre possession des Détroits, menacer Constantinople et obliger ainsi la Grande Porte à la paix. Une telle offensive nécessitait un grand déploiement de navires de guerre ainsi que d'importantes troupes d'infanterie.
La campagne débute au printemps 1916. Suivant l’avancée des troupes britanniques, les soldats du génie construisent un chemin de fer (appelé chemin de fer militaire du Sinaï puis intégré aux chemins de fer de Palestine) partant de la gare d’El Qantara Est vers El-Arich. La gare de Rafah est construite en mars 1917.
La première bataille de Gaza menée par les Britanniques est un échec.

## Déroulement de la bataille

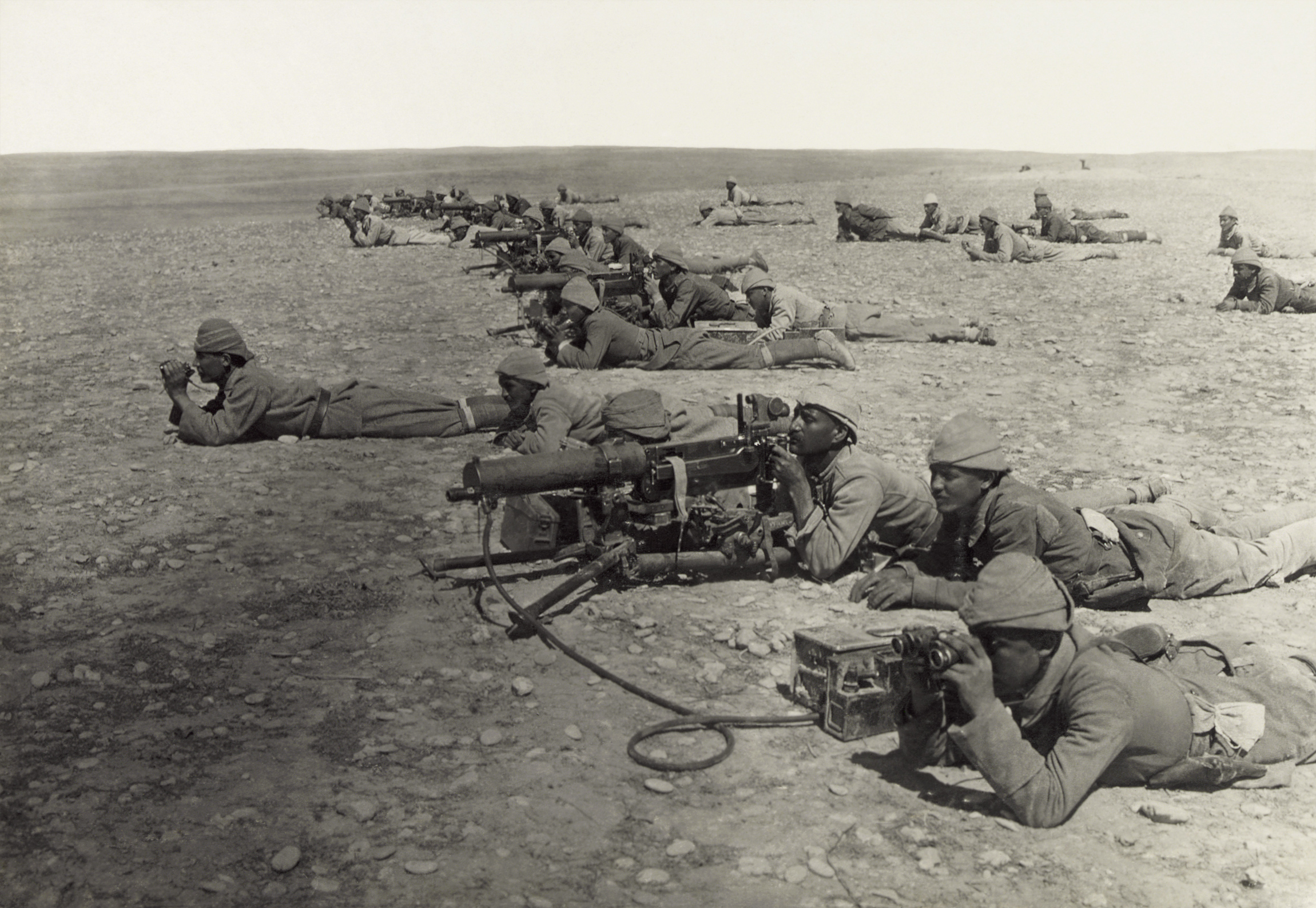
Soldats ottomans armés de mitrailleuses sur la ligne de front de Tell el Sheria Gaza, en 1917.

Le 17 avril 1917 général britannique sir Archibald Murray tente une nouvelle fois d'envahir la province turque en perçant les positions ennemies qui courent de Gaza à Beersheba. 
Comme dans la première bataille de Gaza en mars, les soldats du général sir Charles Dobell dirigent l'assaut principal. 
L'attaque frontale de Dobell contre les forces turques, bien protégées par des tranchées, se solde par de lourdes pertes et aucun terrain conquis malgré l'emploi de gaz de combats et de quelques chars. 
Les pertes britanniques s'élèvent à un total de 6 500 hommes, soit trois fois plus que les Ottomans.

## Conséquences
Cette deuxième bataille de Gaza a de lourdes conséquences sur la composition du commandement britannique dans la région. Dobell est le premier à payer le prix de cette défaite : il est limogé par Murray. L'avenir de ce dernier est également compromis par ses récents échecs à Gaza qui ont provoqué la colère du gouvernement britannique. Le Premier ministre, David Lloyd George, avait personnellement approuvé les offensives en Palestine. 
Gaza est le théâtre d'une nouvelle bataille en novembre 1917, la troisième bataille de Gaza.